# 女子聖学院短期大学
女子聖学院短期大学（じょしせいがくいんたんきだいがく、英語: Joshi-Seigakuin Junior College）は、埼玉県上尾市戸崎1-1に本部を置いていた日本の私立大学である。1967年に設置され、2001年に廃止された。

## 概要

### 大学全体
- 埼玉県上尾市に所在した日本の私立短期大学で、設置主体は学校法人聖学院[1]。
- 1967年に開学した当初は学科数1で入学総定員80名体制だったが[2]、順次増設され最大で3学科[注 1]を擁していたが、最終的には2学科となった。
- 1997年度の入学生を最後に[注釈 2]、短期大学としての使命を終える[5]。

### 教育および研究
- 女子聖学院短期大学における教育。
  - 英文科：2年次より文学・語学・文化の各コースから選択することになっていた。
  - 国文科：古代から近現代まで各時代に応じた文学のほか日本文化などを中心としたカリキュラムが主となっていた。ほか、古典芸能に親しむ機会も設けられていた
- 児童教育科
  - 初等教育専攻：主に小学校教員として必要な諸科目が用意されていた。
  - 幼児教育専攻：主に幼稚園教員として必要な諸科目が用意されていた。

### 学風および特色
- 女子聖学院短期大学は、1905年 米国の宣教師ミス・バーサ・クローソンにより創立された婦人伝道師養成の神学校が起源となっており、その伝統からキリスト教の教えに基づいた女子教育が行われていた。

## 沿革
- 1905年 米国の宣教師ミス・バーサ・クローソンにより婦人伝道師養成の神学校として女子聖学院神学部が創設される。
- 1967年
  - 1月23日 左記を以て文部省[注 3]より短期大学の設置が認可される。
  - 4月1日 女子聖学院短期大学が以下の学科体制にて開学する。
    - 英文科 入学定員80名

  - 5月1日 学生数[6]/定員[7]
    - 英文科 86[注釈 3]/80
- 1968年
  - 4月1日 以下の学科を増設する[注 4]。
    - 国文科 入学定員60名

  - 5月1日 学生数[10]/定員[11]
    - 英文科 215[注釈 3]/160
    - 国文科 41[注釈 3]/60
- 1975年
  - 4月1日/以下の学科を増設[12]。
    - 児童教育科
      - 初等教育専攻
      - 幼児教育専攻

  - 5月1日 学生数[13]/定員
    - 英文科 309[注釈 3]/160
    - 国文科 313[注釈 3]/120
    - 児童教育科 135[注釈 3]/80
- 1976年
  - 4月1日 学科の入学定員を以下の通り変更する[注 5]。
    - 国文科 60→150
    - 英文科 80→150

  - 5月1日 学生数[17]/定員
    - 英文科 293[注釈 3]/230
    - 国文科 300[注釈 3]/210
    - 児童教育科 254[注釈 3]/160
- 1991年
  - 4月1日 左記を以て児童教育科初等教育専攻、幼児教育専攻の学生募集を最終とする[注 7]。
  - 5月1日 学生数[20]/定員
    - 英文科 413[注釈 3]/300
    - 国文科 401[注釈 3]/300
    - 児童教育科 203[注釈 3]/160
- 1992年
  - 5月1日 学生数[21]/定員
    - 英文科 408[注釈 3]/300
    - 国文科 404[注釈 3]/300
    - 児童教育科 105[注釈 3]/80
- 1995年
  - 3月16日 左記をもって、児童教育学科が正式に廃止となる[22]。
- 1997年
  - 4月1日 この年度をもって学生募集を終了[注釈 2]。
  - 5月1日 学生数[23]/定員
    - 国文科 298[注釈 3]/300
    - 英文科 365[注釈 3]/300
- 1998年
  - 5月1日 学生数[24]/定員
    - 国文科 126[注釈 3]/150
    - 英文科 170[注釈 3]/150
- 1999年
  - 5月1日 学生数[25]/定員
    - 国文科 8[注釈 3]
    - 英文科 8[注釈 3]
- 2001年
  - 3月30日 左記を以て正式に廃止[5]。

## 基礎データ

### 所在地
- 埼玉県上尾市戸崎1-1

### 象徴
- 女子聖学院短期大学のカレッジマークは右記の資料を参照[26]。

## 教育および研究

### 組織

#### 学科
- 英文科 入学定員150名[注釈 4]
- 国文科 入学定員150名[注釈 4]
- 児童教育科
  - 初等教育専攻 入学定員30名[注釈 5]
  - 幼児教育専攻 入学定員50名[注釈 5]

#### 専攻科
- なし

#### 別科
- なし

#### 取得資格について
- 中学校教諭二種免許状[29]
  - 英語：英文科
  - 国語：国文科
- 幼稚園教諭二種免許状：児童教育学科幼児教育専攻
- 小学校教諭二種免許状：児童教育学科初等教育専攻
- 司書：国文科、英文科[30]

### 研究
- 『女子聖学院短期大学紀要』[31]ほか。

## 学生生活

### 部活動・クラブ活動・サークル活動
- チアリーディング・ゴスペル・聖歌隊・ハンドベル・手話などがあった[30][32]。

## 大学関係者と組織

### 大学関係者一覧

#### 卒業生
- こおろぎさとみ - 声優

## 施設

### キャンパス外
- 軽井沢にセミナーハウスを擁していた。

## 対外関係

### 他大学との協定
- リンチバーグ大学
- オーグルソープ大学：いずれもアメリカ合衆国

### 系列校
- 聖学院大学
- 聖学院中学校・高等学校
- 女子聖学院中学校・高等学校

## 附属学校
- 聖学院大学が設置されるまでは、女子聖学院短期大学附属幼稚園を擁していた。設置は1978年[33]。